# Aaron Goldberg

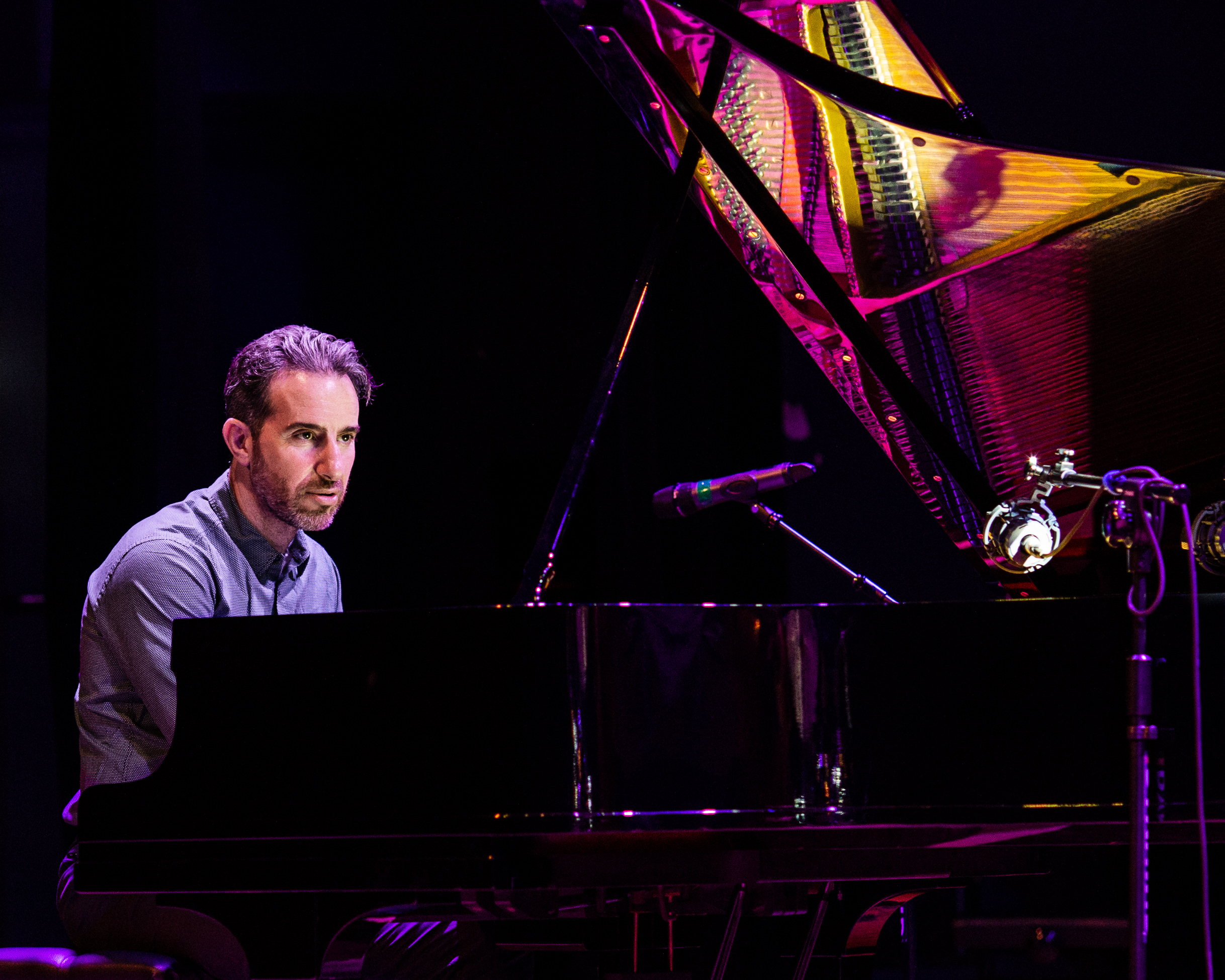
Aaron Goldberg, 2019

Aaron Goldberg (* 30. April 1974 in Boston) ist ein US-amerikanischer Jazz-Pianist.
Aaron Goldbergs Vater Fred Goldberg war Biologe und Harvard-Professor. Er begann mit sieben Jahren mit dem Klavierspiel und studierte später bei Bob Sinicrope an der Milton Academy und dem Saxophonisten Jerry Bergonzi. 1991 ging er zur New School for Jazz and Contemporary Music, danach wechselte er zur Harvard University, wo er mit dem Clifford Brown/Stan Getz Fellowship Award der International Association for Jazz Education ausgezeichnet wurde und ein Stipendium im Betty Carters Jazz Ahead Programm erhielt. Nach seiner Graduierung in Harvard im Jahr 1996 arbeitete er als Sideman mit dem Saxophonisten Joshua Redman zusammen. Mit seinem Trio aus Reuben Rogers und Eric Harland nahm er 1999 sein Debütalbum Turning Point auf, an dem auch Joshua Redman und Mark Turner mitwirkten. 2005 ging er im Quartett von Wynton Marsalis auf Tournee. 2006 erschien sein drittes Album Worlds, von dem der Titel OAM's Blues im Ordner Sample Music des Windows-Vista-Systems aufgenommen wurde. Als Sideman wirkte er an Aufnahmen von Omer Avital, John Ellis, Matt Penman, Joshua Redman (Beyond, 2000), Wayne Escoffery, Matt Penman, Mark Elf, Guillermo Klein, Gregory Tardy und Terry Gibbs / Buddy DeFranco mit. 2019 gehörte er dem John Ellis Quartet an.  Mit den 3 Cohens und der WDR Big Band entstand das Livealbum Interaction (Anzic, 2025). Goldberg lebt in Brooklyn.

## Diskographische Hinweise
- Turning Point (1999)
- Unfolding (2001)
- Worlds (2006)
- Home (2010)
- Bienestan (Sunnyside, 2011) mit Guillermo Klein
- Aaron Goldberg / Ali Jackson Jr. / Omer Avital: Yes! (Sunnyside, 2012)
- Ali Jackson/Aaron Goldberg/Omer Avital: Yes! Trio – Groove du Jour (2019)
- Joshua Redman Quartet: Come What May (Nonesuch, 2019)